# Kia Opirus
Kia Opirus (кор. 기아 오피러스) — автомобіль вищого класу південнокорейської фірми Kia Motors. На ринку з 2003 року.
Ім'я «Opirus» походить від біблійної країни Офір, що має асоціюватися з багатством. Однак у Північній Америці автомобіль продається під ім'ям Amanti.

## Історія

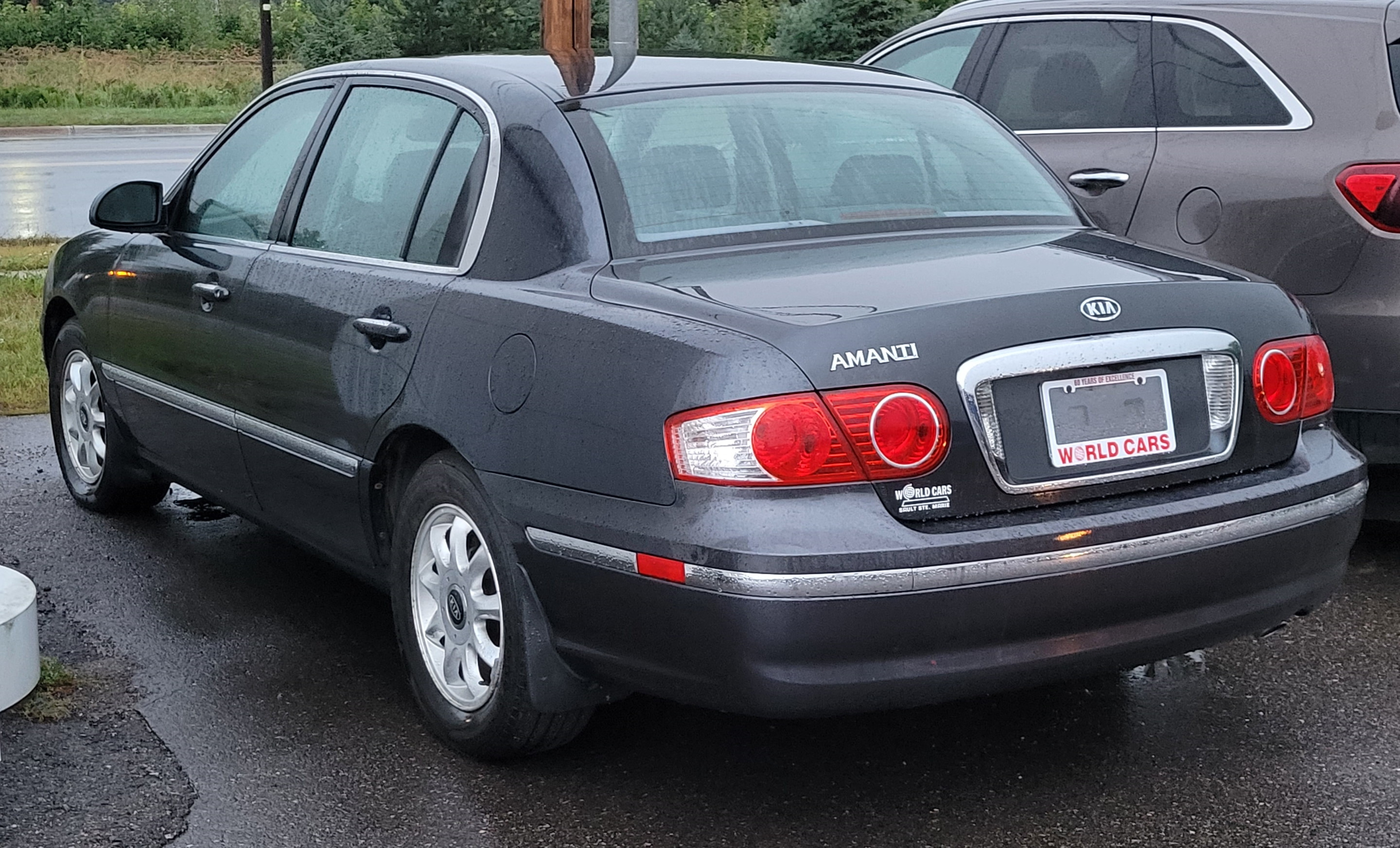

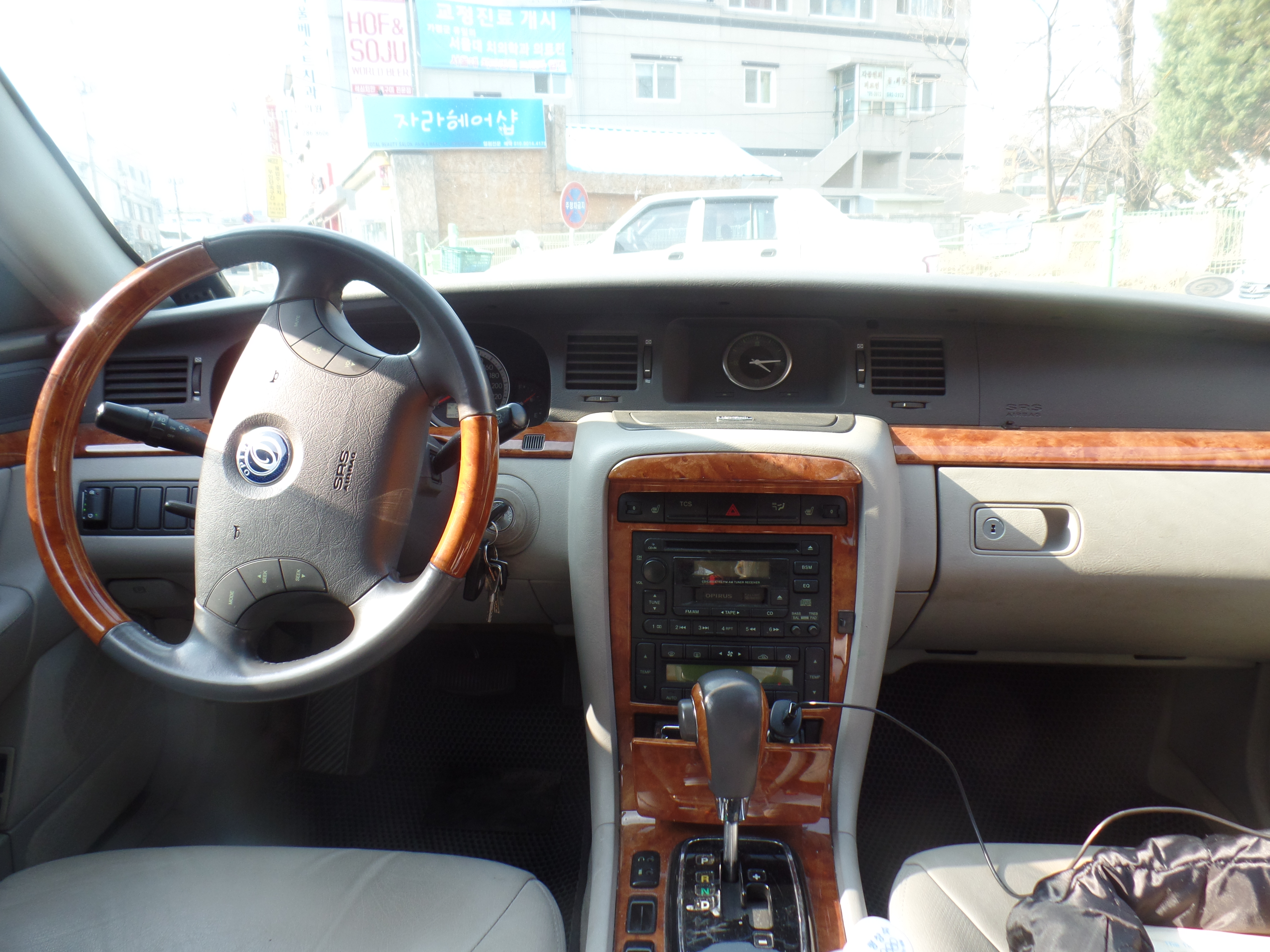
Kia Opirus

Вперше Opirus був представлений в 2003 році на Женевському автосалоні. Opirus став найдорожчою моделлю марки KIA. Це не перший автомобіль від KIA в бізнес сегменті. З 1992 по 1997 рік випускався Kia Potentia, а потім з 1997 по 2003 рік Kia Enterprise. Правда до Opirus автомобілі цього класу не призначалися для експорту з Південної Кореї.
У 2007 році в модель були внесені наступні зміни: змінено загальний вигляд решітки радіатора, трохи змінені передні і задні освітлювальні прилади. Також 3,5-l-V6 двигун з 149 кВт (203 к.с.) замінений на 3,8-l-V6 з 196 кВт (266 к.с.).

## Особливості
Opirus виробляється на заводі Kia Motors в Південній Кореї і є першим автомобілем на розробленій спільно з Hyundai платформі, що дозволило заощадити на розробці близько 167 млн. євро Одноплатформенником є Hyundai Equus.
Зовні Opirus дуже схожий на своїх європейських конкурентів: Mercedes-Benz E-Клас та Jaguar S-Type Подібність особливо сильно спереду.

## Базова та додаткові комплектації

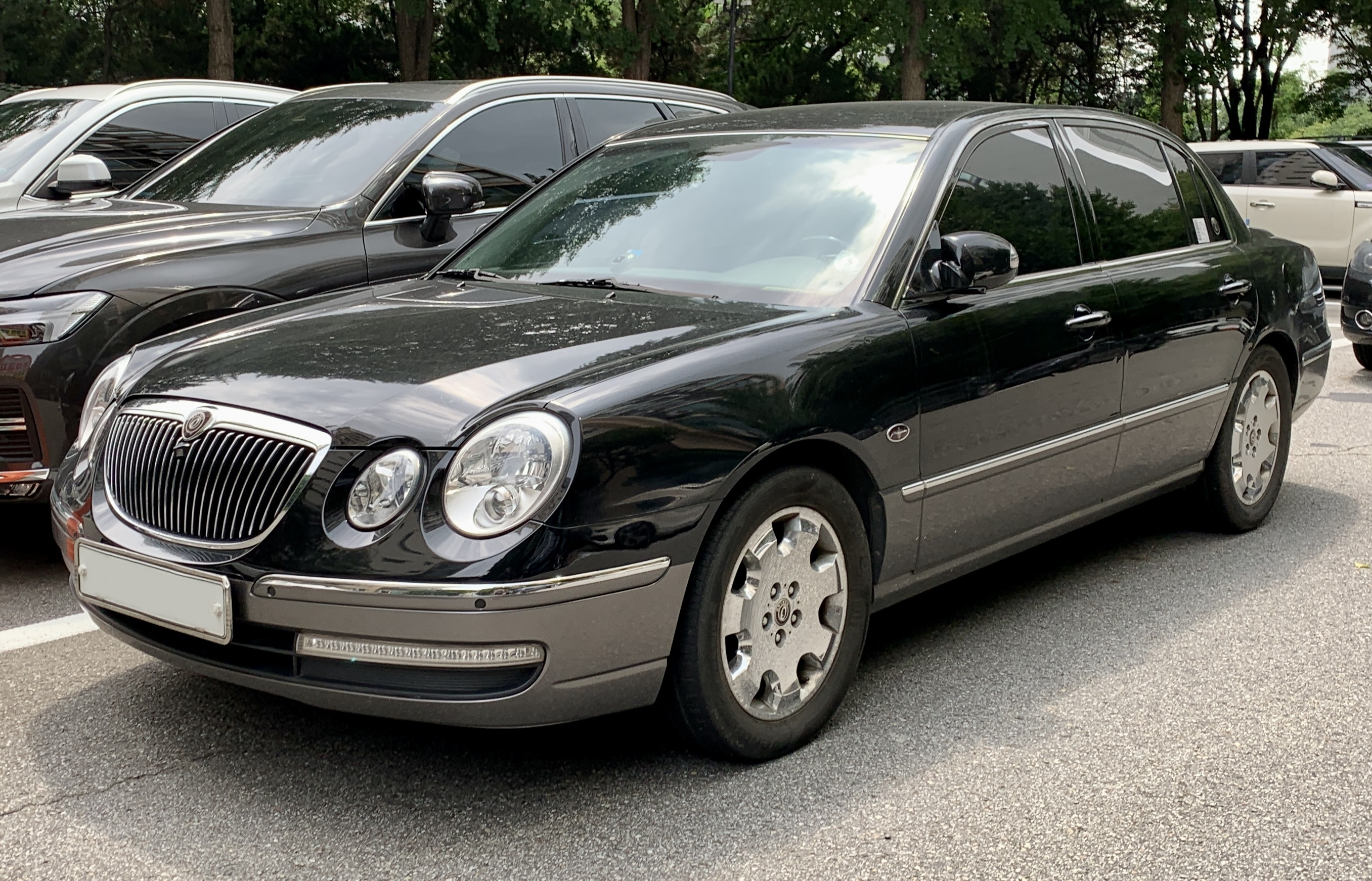
з 2007 року

KIA Opirus комплектується двома бензиновими шестициліндровими двигунами, робочим об'ємом - 3 літри і 3,5, які поєднуються тільки з автоматичною КПП. У базову комплектацію також входять: 4 подушки безпеки (фронтальні і бічні), антиблокувальна система гальмування (ABS), круїз-контроль, шкіряна оббивка керма, касетний плеєр, CD-плеєр, електрорегулювання водійського сидіння, поперекова підтримка в передніх сидіннях, електрорегулювання пасажирського сидіння, замки безпеки «Від дітей», центральний замок, протитуманні фари, литі диски, електросклопідйомники, підігрів дзеркал, підігрів заднього скла. 
У додаткову комплектацію входить: електрорегулювання положеннь педалей, бортовий комп'ютер, CD-чейнджер, сабвуфер, підігрів передніх сидінь, передні сидіння з пам'яттю, електричний люк, хромовані диски. 

## Цікаві факти
Kia Amanti був використаний при зйомках американського бойовика "Солт".